# 11314 Charcot
11314 Charcot (1994 NR1) là một tiểu hành tinh vành đai chính được phát hiện ngày 8 tháng 7 năm 1994 bởi E. W. Elst ở Caussols.